# 過塩素酸銀(I)
過塩素酸銀(I)（かえんそさんぎん いち、英: silver(I) perchlorate）は、組成式 AgClO4 で表される銀の過塩素酸塩であり、吸湿性の無機化合物である。

## 製法
酸化銀(I)を過塩素酸水溶液に溶解し、濃縮すると結晶が得られる。
{\displaystyle {\ce {Ag2O\ + 2 HClO4 -> 2 AgClO4\ + H2O}}}
43 °C以下の水溶液からは一水和物が、43 °C以上では無水物が析出する。

## 性質
光に過敏に反応して黒変し、空気中では水分を吸収して白色固体の過塩素酸銀(I)一水和物 CAS No. [14242-05-8] となる。水に易溶であり、ベンゼン (52.8 g/L)、ピリジン、トルエン (1010 g/L)、ニトロメタンなどの有機溶媒にも溶ける。有機溶媒の溶液から溶媒和結晶が得られ、これらの固体は衝撃により爆発しやすい。
過塩素酸銀(I)が、塩化銀(I)などとは異なり、水など各種溶媒に対する溶解度が大きいのは、過塩素酸イオンの配位能力が弱く電離しやすいためであり、これは塩化物が電離すると回転による自由度を失ってエントロピー減少に寄与するのに対し、過塩素酸塩は電離しても回転による自由度があまり変化しないためである。

## 規制
GHSにおける酸化性固体（区分2）に該当し、各国で貯蔵や運搬に規制がある（国連番号1481）。日本では船舶安全法や航空法によってGHSに基づく規制があり、また消防法に基づく危険物第1類に指定されている。また銀の無機塩類であることから、日本の毒物及び劇物取締法に基づき劇物に分類される。